# Das Geheimnis einer Ehe
Das Geheimnis einer Ehe ist eine deutsche Filmkomödie aus dem Jahre 1951 von Helmut Weiss mit Olga Tschechowa, die auch produziert hat, Curd Jürgens und Paul Klinger in den Hauptrollen. Weiss schuf auch die Bühnenvorlage Talent zum Glück.

## Handlung
Tina Camphausen ist eine Frau in den besten Jahren und ging in den vergangenen 15 Jahren, seitdem sie Witwe geworden ist, ganz in der Rolle einer Mutter von drei mittlerweile erwachsenen Kindern auf. Die Familienharmonie wird eines Tages schlagartig gestört, als in der Stadt der berühmte und gefeierte Stardirigent Felix Adrian auftaucht, der hier gerade ein Gastspiel gibt. Felix ist Tinas Jugendliebe und anders als ihr derzeitiger Begleiter, Hausfreund Paul, hat Tina Felix immer in ihrem Herzen bewahrt. So gelingt es dem umschwärmten Dirigenten rasch, dass Tina alles für ihn tut. Er zieht auch in ihr Haus ein.
Dies führt aber bald zu heftigen Auseinandersetzungen mit Tinas ältestem Sohn Christian. Dessen Abneigung gegen den neuen Mann im Haus ist mehr als offensichtlich. Nur Tina weiß, dass Christian der leibliche Sohn von Felix ist, und so sagt sie diesem eines Tages die Wahrheit, dass der verstorbene Vater nicht sein leiblicher Vater ist. Für den jungen Mann bricht eine Welt zusammen. Felix kann dessen Reaktion nachvollziehen und beginnt nun seinerseits zu Christian vorsichtig ein Vater-Sohn-Verhältnis aufzubauen und den Familienfrieden und die Harmonie im Hause Camphausen wiederherzustellen. 

## Produktionsnotizen
Das Geheimnis einer Ehe entstand ab dem 15. Januar 1951 in München und Umgebung und lief bei der Uraufführung am 7. Juni 1951 in Berlin während der Internationalen Filmfestspiele unter dem Titel Talent zum Glück. Erst seit dem bundesdeutschen Kinostart am 7. September 1951 in Düsseldorf erhielt der Streifen den Titel Das Geheimnis einer Ehe.
Martin Pichert übernahm die Produktionsleitung. Hans Sohnle und Fritz Lück schufen die Filmbauten.

## Kritik
Im Lexikon des Internationalen Films heißt es: „Unglaubwürdige Gesellschaftskomödie, in der die guten schauspielerischen Leistungen die grundsätzliche Verlogenheit auch nicht wettmachen können.“